# Pyramica mumfordi
Pyramica mumfordi är en myrart som först beskrevs av Wheeler 1932.  Pyramica mumfordi ingår i släktet Pyramica och familjen myror. Inga underarter finns listade i Catalogue of Life.